# Erupcions de l'Eyjafjalla del 2010

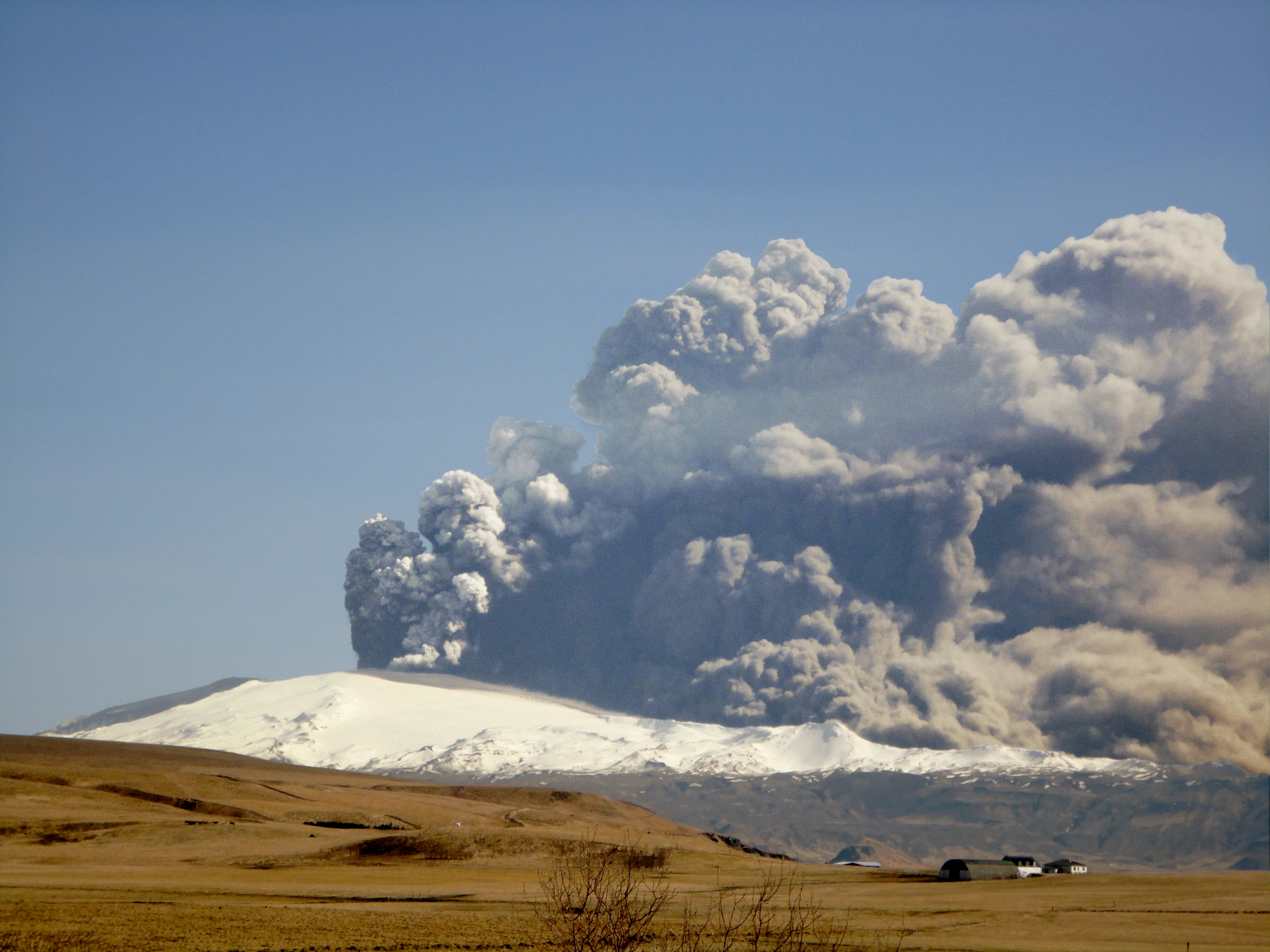
Segona erupció de l'Eyjafjallajökull, el 17 d'abril.

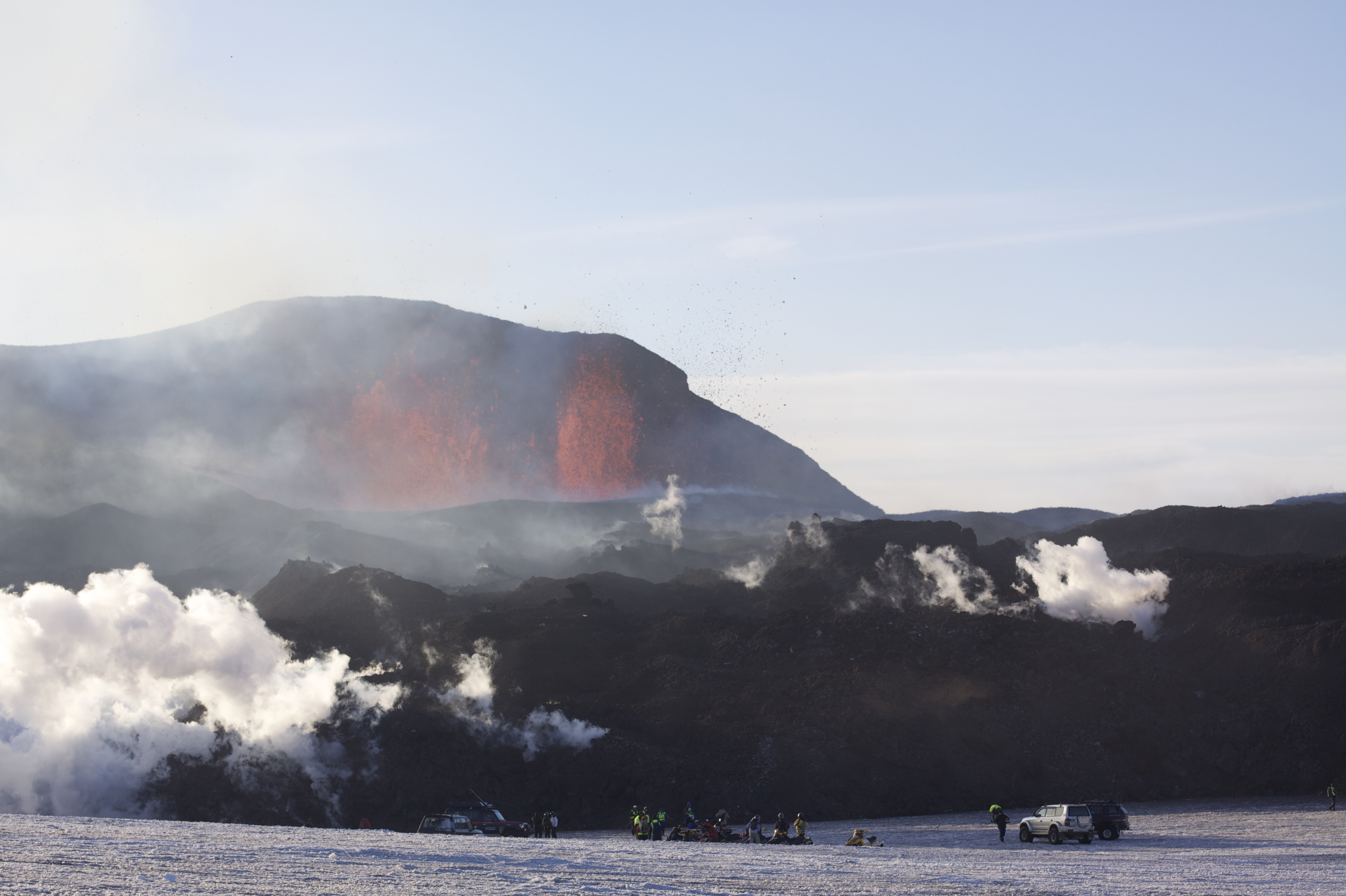
Turistes observant el volcà.

Les erupcions de l'Eyjafjalla del 2010 van esdevenir al volcà Eyjafjalla a Islàndia. Van tenir conseqüències socials, polítiques i econòmiques a Europa.
L'activitat sísmica va començar a la darreria de l'any2009 fins a l'erupció volcànica del 20 de març de 2010, amb nivell 1 de l'Índex d'Explosibilitat Volcànica (VEI). Una segona erupció des del 14 d'abril va provocar un intens núvol de cendra, que es va estendre pel continent europeu. Va causar una interrupció del trànsit aeri que va afectar milions de passatgers a tot el món.

## Primera erupció
A final de desembre el 2009, va començar l'activitat sísmica a l'entorn de l'àrea volcànica de l'Eyjafjallajökull, amb milers de petits terratrèmols (la majoria de magnitud 1-2 Mw).
L'erupció sembla que va començar el 20 de març de 2010, entre dos quarts d'onze i dos quarts de dotze de la nit, hora local (UTC), a uns quilòmetres a l'est de la glacera de l'Eyjafjallajökull.

## Segona erupció
El 14 d'abril de 2010, després d'una breu pausa, va començar una nova erupció, aquesta vegada al cràter superior, al centre de la glacera, que va causar-ne el desgel i les crescudes dels rius propers. Es van haver d'evacuar més de vuit-centes persones. El riu Markarfljót es va desbordar i va causar danys a la primera carretera d'Islàndia, la Hringvegur, que va ser tallada en un tram de 400 metres. Aquesta erupció va ser de naturalesa explosiva. S'estima que va ser entre deu i vint vegades superior a l'anterior de març. Donat que aquesta erupció es va produir sota el gel glacial, la lava expulsada va patir un ràpid refredament, que va provocar la formació de petits fragments de vidre, que van ascendir dins la columna de cendra. Tals petits fragments de vidre a les capes altes de l'atmosfera són molt perillosos per als avions, i són perilloses per a la salut humana.

### Núvol de cendra

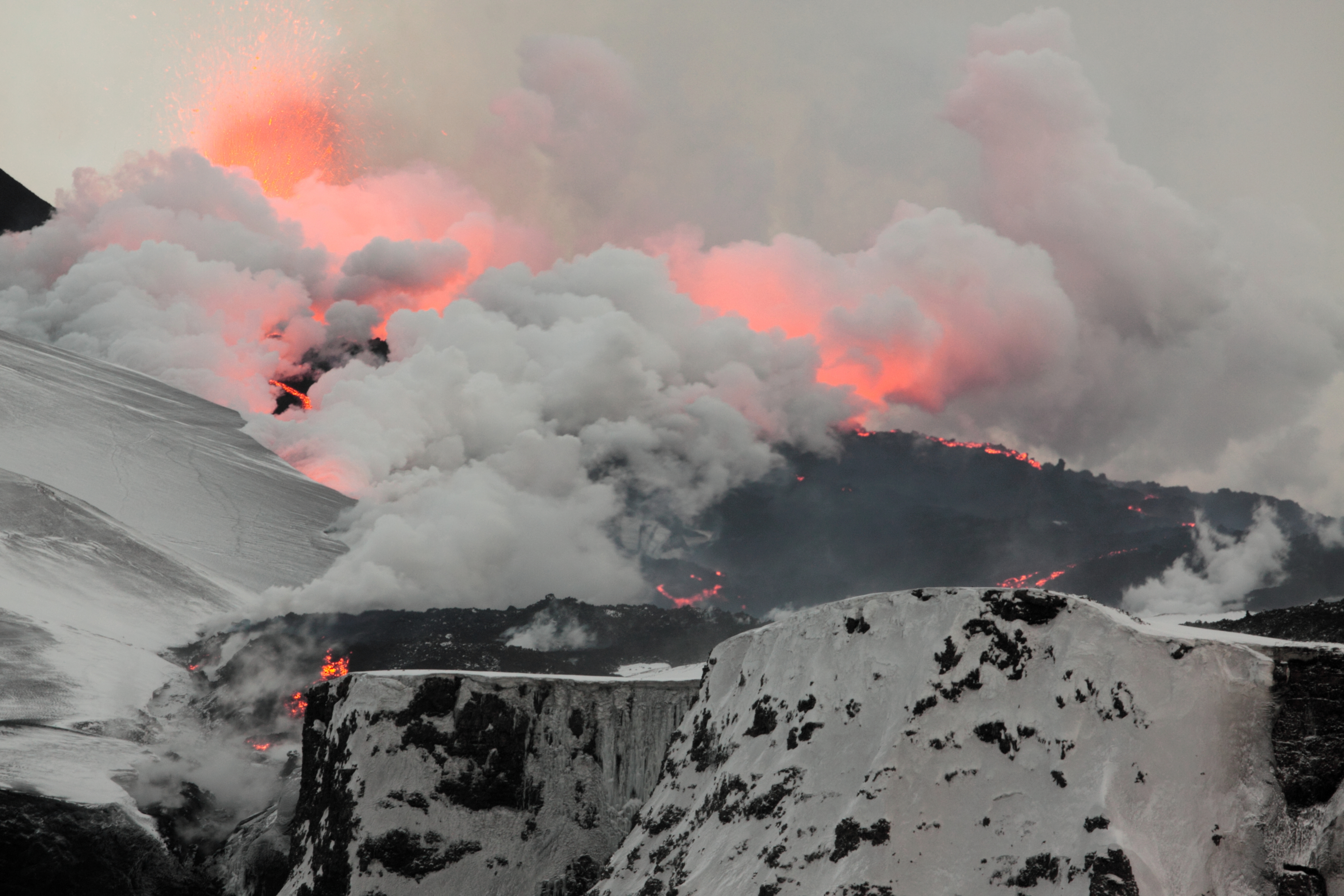
Segona fissura a la glacera.

De la cendra llançada per l'erupció només una mica va caure sobre algunes àrees deshabitades d'Islàndia. La major part va ser escampada pels vents de l'oest i es va desplaçar per l'espai aeri del continent europeu.
El fum i la cendra van reduir la visibilitat i les partícules microscòpiques de roca, vidre i sorra poden fondre's pel calor dels motors dels avions, i solidificar-se després, el que causa una pèrdua de potència als motors i inutilitza les turbines, amb la possibilitat que els avions s'aturin.
Suècia, Finlàndia, Dinamarca, Alemanya, França, Regne Unit i fins a una vintena més d'estats europeus van tancar el seu espai aeri completament, mentre que altres com Noruega, Rússia, Espanya o Itàlia ho van fer parcialment, el que va afectar milions de passatgers. Aena va tancar el diumenge al matí els aeroports de Catalunya, Illes Balears, Aragó, Navarra, La Rioja, País Basc, Cantàbria i Astúries. Els va reobrir a dos quarts de quatre de la tarda.
Aerolínies d'Alemanya i Països Baixos han fet vols de prova per a avaluar el risc del núvol de cendra, donat que no se sap quant trigarà el núvol a dissoldre's.
L'Associació del Transport Aeri Internacional (IATA) ha estimat que les aerolínies de tot el món van perdre al dia uns 148 milions d'euros durant la interrupció del trànsit aeri.
Els vols anul·lats de més d'un milió de passatgers van causar pèrdues econòmiques milionàries a les empreses afectades.

Situació del núvol cendra volcànica el 14 d'abril, 18:00 UTC.
Situació del núvol cendra volcànica el 15 d'abril, 18:00 UTC.
Situació del núvol cendra volcànica el 15 d'abril, 18:00 UTC.[16]
Situació del núvol cendra volcànica el 16 d'abril, 18:00 UTC.
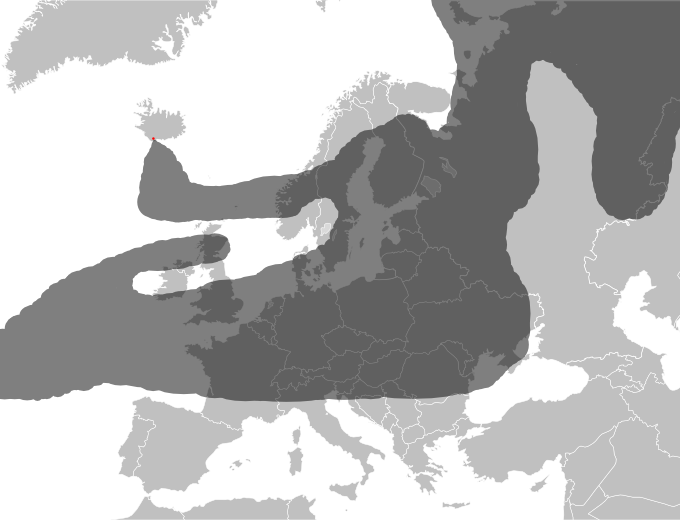
Situació del núvol cendra volcànica el 17 d'abril, 18:00 UTC.
Situació del núvol cendra volcànica el 17 d'abril, 18:00 UTC.
Situació del núvol cendra volcànica el 18 d'abril, 18:00 UTC.
Situació del núvol cendra volcànica el 19 d'abril, 18:00 UTC.
Situació del núvol cendra volcànica el 20 d'abril, 18:00 UTC.
Situació del núvol cendra volcànica el 21 d'abril, 18:00 UTC.
Situació del núvol cendra volcànica el 22 d'abril, 18:00 UTC.
Situació del núvol cendra volcànica el 23 d'abril, 18:00 UTC.
Situació del núvol cendra volcànica el 24 d'abril, 18:00 UTC.
Situació del núvol cendra volcànica el 25 d'abril, 18:00 UTC.
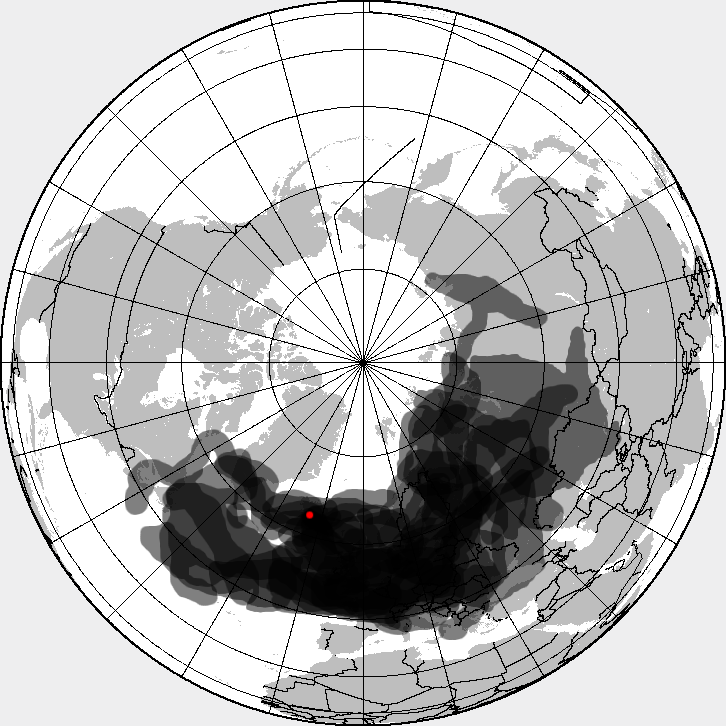
Situació del núvol cendra volcànica el 14-25 d'abril 2010.